# Ірина Славіна
Ірина Вячеславівна Мурахтаєва (рос. Ирина Вячеславовна Мурахтаева), до шлюбу Колебанова (нар. 8 січня 1973 — пом. 2 жовтня 2020), відома під професійним псевдонімом як Ірина Славіна — російська журналістка, громадська та політична діячка з Нижнього Новгорода. Головна редакторка видання «Koza.Press».
2 жовтня 2020 року вчинила самоспалення перед будівлею Головного управління МВС Росії в Нижегородській області (навпроти станції метро «Горьківська»).

## Громадська діяльність
За даними телеканалу «Настоящее время», у березні 2019 року суд у Нижньому Новгороді оштрафував Славіну на 20 тисяч рублів, визнавши її винною в організації некоординованого маршу пам'яті Бориса Нємцова. Восени 2019 року суд Нижнього Новгорода оштрафував Славіну на 70 тисяч рублів за статтею про неповагу до влади та суспільства (частина 3 статті 20.1 Кодексу про адміністративні правопорушення РФ). Згідно із заявою представників Нижньогородського осередку Комуністичної партії Російської Федерації, проти Славіної було порушено справу Слідчим комітетом Росії з приводу її посту: «Після того, як в нижньогородській Шахуньї на будинку повісили морду Сталіна, пропонується перейменувати населений пункт в …» і далі корінь слова був змінений так, що вийшло нецензурне слово. Керівник правозахисної групи «Агора» Павєл Чіков звертав увагу на те, що Славіну було оштрафовано найвищим можливим штрафом з передбачених статтею про неповагу до влади. Колеги та знайомі журналістки припускали, що це було зроблено з метою закриття видання, яке перебуває в опозиції.
За повідомленням MBH Media, у червні 2020 року на Славіну було складено протокол про фейкові новини (частина 9, стаття 13.15 Кодексу про адміністративні правопорушення РФ) через матеріал про те, що один з керівників Академії самбо в місті Кстово заразився Ковідом-19 і, повернувшись з Європи, він спілкувався з десятками людей, включаючи відвідувачів академії. Правоохоронці вважали, що Славіна поширювала завідомо неправдиву інформацію під виглядом достовірної.
У липні 2020 року Славіну оштрафували за розміщення інформації про проведення форуму «Вільні люди».

## Політична діяльність
У червні 2016 року разом із Асхатом Каюмовим та Андрієм Хомовим Славіна очолила список партії «Яблоко» на виборах до Законодавчих зборів Нижньогородської області.
У 2016 році як кандидатка від партії «Яблоко» вона взяла участь у виборах до Державної Думи Російської Федерації в Приокському одномандатному окрузі Нижегородської області і посіла 8 місце з 10, набравши 3468 голосів або 1,28 %.

## Журналістська діяльність
Ірина Мурахтаєва використовувала творчий псевдонім «Ірина Славіна» для своєї журналістської діяльності.
У 2015 році вона заснувала та очолила, як головна редакторка, видання регіональної мережі «Koza.Press», що висвітлює суспільні та політичні події Нижньогородської області.

## Самоспалення

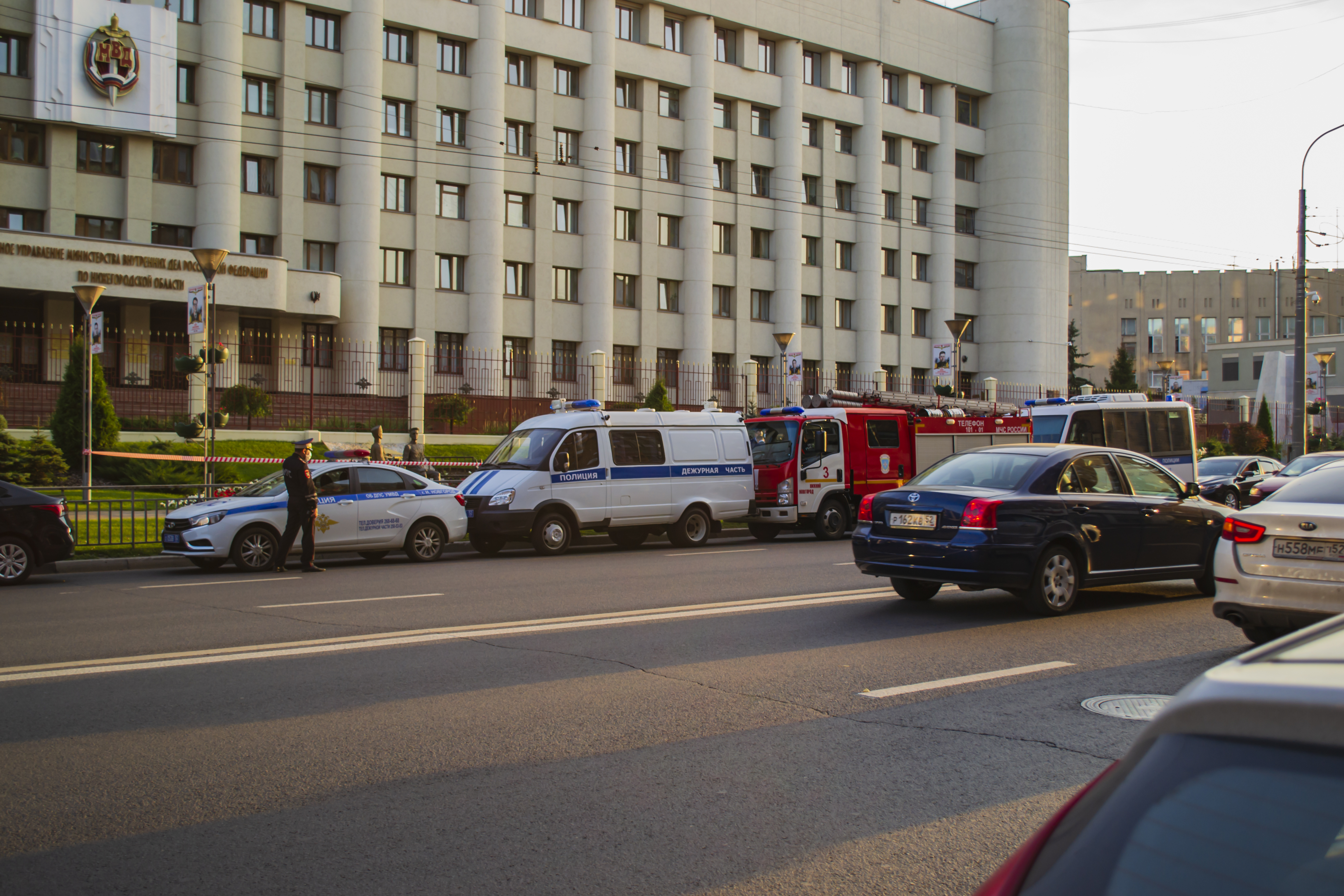
Автомобілі екстрених служб біля штаб-квартири нижньогородської поліції

2 жовтня 2020 року о 15:30 (UTC +3) Славіна вчинила акт самоспалення перед будівлею Головного управління МВС Росії по Нижньогородській області. У своєму останньому дописі на Facebook Славіна у своїй смерті «просить звинувачувати Російську Федерацію».
Днем раніше в будинку Славіної відбувся обшук у рамках кримінальної справи за статтею про діяльність небажаної організації (стаття 284.1 Кримінального кодексу Російської Федерації), порушеною проти Михайла Йосилевича. Силовики забрали у Славіної електронне обладнання, потім журналістку забрали на допит. Після обшуку Славіна написала: «Вони шукали брошури, листівки, рахунки-фактури „Відкритої Росії“, можливо, ікону з ликом Михайла Ходорковського… У мене немає нічого з цього „і те, що вони вилучили“ флешки, мій ноутбук, ноутбук моєї дочки, комп'ютер, телефони — не тільки мої, але й чоловіка — купу моїх блокнотів, в яких я писала під час пресконференцій. Я залишаюся без засобів виробництва».

### Реакції
У Нижньому Новгороді відбувся мітинг пам'яті Славіної. Самоспалення Славіної привернуло увагу як російської, так і зарубіжної преси. Спостерігачі зазначають, що переслідування незалежних журналістів у Росії пов'язане з прагненням влади захиститися від критики. Незабаром після публікації новини про смерть Славіної її вебсайт був закритий.
Місцева російська влада публічно заявила, що «немає підстави» пов'язувати її смерть з поліцейськими обшуками, і заявила, що вона була лише свідкою, а не підозрюваною у розслідуванні.
Опозиційний лідер Олексій Навальний заявив, що «проти Славіної було сфабриковано кримінальну справу за політичним звинуваченням. Вчора в її будинку пройшов обшук, вирізали двері та вилучили комп'ютери… Вони абсолютно довели її до самогубства». Опозиціонер Ілля Яшин заявив: «Всі ці ментівські розваги й маски-шоу — зовсім не іграшки. Влада реально людям психіку ламає».

## Особисте життя
Славіна була одружена і мала дочку.